# Skeleton-America’s-Cup 2003/04
Der Skeleton-America’s-Cup 2003/04 war eine von der Fédération Internationale de Bobsleigh et de Tobogganing (FIBT) veranstaltete Rennserie, die zum vierten Mal ausgetragen wurde und zum Unterbau des Weltcups gehört. Der Wettbewerb bestand erstmals aus sechs (vorher drei) Saisonrennen in den USA und Kanada.

## Männer

### Veranstaltungen
| Datum             | Ort         | Sieger      | Zweiter        | Dritter                     |
| ----------------- | ----------- | ----------- | -------------- | --------------------------- |
| 2. Dezember 2003  | Park City   | Zach Lund   | Masaru Inada   | Yūki Nozawa                 |
| 3. Dezember 2003  | Park City   | Zach Lund   | Masaru Inada   | Yūki Nozawa                 |
| 12. Dezember 2003 | Calgary     | Zach Lund   | Chris Hedquist | Adam Pengilly               |
| 13. Dezember 2003 | Calgary     | Zach Lund   | Chris Hedquist | Adam Pengilly               |
| 23. Januar 2004   | Lake Placid | Caleb Smith | Stokes Aitken  | Zach Lund                   |
| 24. Januar 2004   | Lake Placid | Caleb Smith | Zach Lund      | Stokes Aitken Robert Murray |

### Einzelwertung
| Platz | Sportler        | Land                   | Punkte |
| ----- | --------------- | ---------------------- | ------ |
| 1     | Zach Lund       | Vereinigte Staaten     | 286    |
| 2     | Caleb Smith     | Vereinigte Staaten     | 221    |
| 3     | Robert Murray   | Vereinigte Staaten     | 176    |
| 4     | Terry Holland   | Vereinigte Staaten     | 168    |
| 5     | Philip Muirhead | Vereinigte Staaten     | 158    |
| 6     | Kelly Forbes    | Kanada                 | 154    |
| 7     | Yūki Nozawa     | Japan                  | 152    |
| 8     | Masaru Inada    | Japan                  | 151    |
| 9     | Stokes Aitken   | Vereinigte Staaten     | 143    |
| 10    | Adam Pengilly   | Vereinigtes Königreich | 136    |

### Nationenwertung
| Platz | Land                   | Punkte |
| ----- | ---------------------- | ------ |
| 1     | Vereinigte Staaten     | 470    |
| 2     | Kanada                 | 385    |
| 3     | Japan                  | 354    |
| 4     | Vereinigtes Königreich | 261    |
| 5     | Griechenland           | 94     |
| 6     | Brasilien              | 65     |
| 7     | Libanon                | 57     |
| 8     | Irland                 | 49     |
| 9     | Bermuda                | 31     |
| 10    | Rumänien               | 36     |

## Frauen

### Veranstaltungen
| Datum             | Ort         | Siegerin        | Zweite          | Dritte           |
| ----------------- | ----------- | --------------- | --------------- | ---------------- |
| 2. Dezember 2003  | Park City   | Natasha Ellison | Babs Isak       | Katie Uhlaender  |
| 3. Dezember 2003  | Park City   | Katie Uhlaender | Courtney Yamada | Natasha Ellison  |
| 12. Dezember 2003 | Calgary     | Katie Uhlaender | Natasha Ellison | Babs Isak        |
| 13. Dezember 2003 | Calgary     | Katie Uhlaender | Natasha Ellison | Courtney Yamada  |
| 23. Januar 2004   | Lake Placid | Katie Uhlaender | Jody Barton     | Felicia Canfield |
| 24. Januar 2004   | Lake Placid | Jody Barton     | Katie Uhlaender | Felicia Canfield |

### Einzelwertung
| Platz | Sportlerin        | Land                   | Punkte |
| ----- | ----------------- | ---------------------- | ------ |
| 1     | Katie Uhlaender   | Vereinigte Staaten     | 199    |
| 2     | Natasha Ellison   | Vereinigte Staaten     | 169    |
| 3     | Jody Barton       | Vereinigte Staaten     | 156    |
| 4     | Babs Isak         | Vereinigte Staaten     | 149    |
| 5     | Felicia Canfield  | Vereinigte Staaten     | 134    |
| 6     | Rebecca Sorensen  | Vereinigte Staaten     | 112    |
| 7     | Carla Pavan       | Kanada                 | 107    |
| 8     | Courtney Yamada   | Vereinigte Staaten     | 103    |
| 9     | Amanda Bird       | Vereinigte Staaten     | 83     |
| 10    | Charnia Weightman | Vereinigtes Königreich | 75     |

### Nationenwertung
| Platz | Land                   | Punkte |
| ----- | ---------------------- | ------ |
| 1     | Vereinigte Staaten     | 365    |
| 2     | Kanada                 | 251    |
| 3     | Vereinigtes Königreich | 178    |
| 4     | Japan                  | 126    |
| 5     | Neuseeland             | 50     |
| 6     | Armenien               | 30     |
| 7     | Finnland               | 19     |
| 8     | Australien             | 4      |